# Libeč
Libeč (Duits: Libetsch) is een Tsjechische plaats in de gemeente Maršovice, regio Midden-Bohemen, en maakt deel uit van het district Benešov. Het dorp ligt op 2,5 kilometer afstand van Maršovice.
Libeč telt 28 inwoners (2021).

## Geografie
Door het dorp stroomt de Janovickýbeek, een zijarm van de rivier de Sázava.

## Geschiedenis
De eerste schriftelijke vermelding van het dorp dateert van 1388.
Tijdens de Tweede Wereldoorlog was het dorp onderdeel van het militaire oefenterrein van de Waffen-SS Benešov. Op 31 december 1943 moesten de inwoners daarom noodgedwongen hun huizen verlaten. In 1949 werd Libeč, samen met Maršovice, ingedeeld bij het district Benešov.

## Verkeer en vervoer

### Autowegen
Er leidt een regionale weg naar het dorp.

### Spoorlijnen
Er is geen station in Libeč. Het dichtstbijzijnde station is in Bystřice, op zo'n zeven kilometer afstand. Vanaf daar vertrekken stop- en intercitytreinen naar Benešov, Praag, Tábor en Sedlčany.

### Buslijnen
Er is één bushalte in het dorp:
| Halte            | Lijn(en) | Traject(en)                         | Vervoerder(s) |
| ---------------- | -------- | ----------------------------------- | ------------- |
| Maršovice, Libeč | 757 759  | Benešov - Votice Benešov - Neveklov | CŠAD Benešov  |